# Fruit Chan
Fruit Chan Gor (xinès 陳果; nascut el 15 d'abril de 1959) és un cineasta de Hong Kong conegut sobretot pel seu estil de cinema que reflecteix la vida quotidiana de Hong Kong. És conegut per utilitzar actors aficionats (com ara Sam Lee a Made in Hong Kong, Wong Yau-Nam a Hollywood Hong Kong) a les seves pel·lícules. Es va convertir en un nom familiar després de l'èxit de la pel·lícula de 1997 Made in Hong Kong, que va guanyar molts premis locals i internacionals.

## Primers de la vida
Chan va néixer a Guangdong, Xina. Quan va créixer, va veure moltes pel·lícules de països comunistes.
Ell i la seva família es van traslladar a Hong Kong el juliol de 1971. La seva família era pobre i Chan treballava en una fàbrica d'electrònica mentre acabava els estudis a l'escola nocturna. Més tard va aconseguir una feina com a projeccionista a Jordan (Hong Kong), on va desenvolupar interès pel cinema internacional.
Més tard es va matricular en un curs d'un any d'estudis de cinema a la Film Culture Society, on va aconseguir l'admissió mentint sobre la seva experiència a l'educació secundària i fent feines ocasionals per pagar la matrícula.

## Carrera
Va continuar el seu interès pel cinema més tard al Hong Kong Film Culture Centre, un petit club de cinema, on va estudiar guió i direcció. El 1982, després de només un any de treballar al Hong Kong Film Culture Center, va començar la seva carrera a la indústria cinematogràfica. Va començar com a ajudant de direcció de David Lai Dai-Wai a la pel·lícula Mid-Night Girls. Més tard va treballar com a assistent de direcció dels directors principals Jackie Chan, Kirk Wong, Ronny Yu i Shu Kei.
La seva ruptura va arribar l'any 1991 quan una pel·lícula amb la qual estava treballant va aturar la seva producció. Chan va prendre això com una oportunitat; va utilitzar el mateix estudi per dirigir Finale in Blood protagonitzada per l'estrella de cinema de Hong Kong Andy Lau. Tanmateix, el resultat de la primera de les seves pròpies pel·lícules va ser molt elogiada per la crítica més que pel públic. El 1994 va recollir un total de 500.000 HKD i material cinematogràfic sobrat per altres produccions per començar a dirigir la seva guardonada Made in Hong Kong. Després de Made in Hong Kong va ser considerat com l'esperança del cinema de Hong Kong pels companys cineastes de Hong Kong per desafiar el model estable del cinema del país. S'havia convertit en el primer cineasta independentment dels grans estudis, desafiar el gènere de les pel·lícules de Hong Kong i fer pel·lícules realistes sobre les situacions polítiques i socials que passaven a Hong Kong en aquell moment. La pel·lícula va ser la primera part d'una trilogia que incloïa The Longest Summer i Little Cheung.
L'any 2002, Chan va ser membre del jurat del 24è Festival Internacional de Cinema de Moscou.
Chan va ser seleccionat per encapçalar el jurat del Festival de Cinema de Taipei de 2015.

## Estil i influències
Chan enumera directors japonesos, particularment de la dècada de 1960 com Nagisa Ōshima, com les seves principals influències. Ōshima va ser específicament la influència de la pel·lícula de Chan Made in Hong Kong (1997).
Les pel·lícules de Chan sovint se centren en la "visió crua, sovint desolada, de la vida de la classe treballadora de Hong Kong".

## Filmografia

### Com a director
- Finale in Blood (大鬧廣昌隆) (1993)
- The 1997 Trilogy (九七三部曲) (en referència a l'any de l'entrega de Hong Kong a la República Popular de la Xina)
  - Made in Hong Kong (香港製造) (1997)
  - The Longest Summer (去年煙花特別多) (1998)
  - Little Cheung (細路祥) (1999)
- The Prostitute Trilogy (妓女三部曲)
  - Durian Durian (榴槤飄飄) (2000)
  - Hollywood Hong Kong (香港有個荷里活) (2001)
  - Three Husbands (三夫) (2018)
- Public Toilet (人民公廁) (2002)
- Three... Extremes (三更2) (2004) – segment "Dumplings"
- Dumplings (餃子) (2004)
- Chengdu, I Love You (2009) – segment "1976"
- Don't Look Up (2009), un remake de la pel·lícula de terror japonesa del 1996 Don't Look Up
- Tales from the Dark 1 (2013) – segment Jing Zhe
- The Midnight After (2014)
- Kill Time (2016)
- The Abortionist (墮胎師) (2019)
- Coffin Homes (2021)

### Com a guionista
- Bugis Street (1995)
- The 1997 Trilogy 九七三部曲
  - Little Cheung 細路祥 (1999)
  - The Longest Summer 去年煙花特別多 (1998)
  - Made in Hong Kong 香港製造 (1997)
- The Prostitute Trilogy 妓女三部曲
  - Hollywood Hong Kong 香港有個荷里活 (2001)
  - Durian Durian 榴槤飄飄 (2000)
- Public Toilet 人民公廁 (2002)

### Com a productor
- Public Toilet 人民公廁 (2002)
- Colour Blossoms 桃色 (2004)
- A-1 Headline (2004)
- Bliss (2006)
- Still Human 淪落人 (2019)

### Com a actor
- Mrs K (2016)